# Chikuma (Schiff, 1939)
Die Chikuma (japanisch 筑摩) war ein Schwerer Kreuzer der Tone-Klasse der Kaiserlich Japanischen Marine, der in den 1930er-Jahren gebaut wurde und im Zweiten Weltkrieg zum Einsatz kam.

## Geschichte

### Bau
Der Bauauftrag für die spätere Chikuma wurde im Rahmen des 2. Kreis-Bauprogramms (Maru 2 Keikaku) von 1934 an Mitsubishi vergeben. Diese legte den Rumpf am 1. Oktober 1935 auf ihrer Werft in Nagasaki auf Kiel und das zu Wasser lassen erfolgte am 19. März 1938. Die Indienststellung erfolgte am 20. Mai 1939 unter dem Kommando von Kaigun-taisa (Kapitän zur See) Nishio Hidehiko, welcher bereits seit dem 10. Dezember 1938 als sogenannter Oberster Ausrüstungsoffizier (jap. 艤装員長, gisō inchō) mit der Baubelehrung beauftragt gewesen war.

### Einsatzgeschichte
Zwischen März 1940 und März 1941 operierte die Chikuma im Südchinesischen Meer. Danach gehörte sie der Kidō Butai an und fuhr als Geleitkreuzer den Angriff auf Pearl Harbor mit. Auf dem Rückweg nach Japan unterstützte sie die Truppen bei der Einnahme von Wake.
Im weiteren Verlauf des Pazifikkriegs war sie Teil der Trägerflotte und fuhr Einsätze im Südpazifik, Südostasien und im Indischen Ozean. Am 1. März 1942 versenkte sie südlich von Java den US-amerikanischen Zerstörer Edsall.
Während der Schlacht um Midway konnte sie den Verlust von vier Flugzeugträgern nicht verhindern. Anschließend war sie an der Schlacht bei den Ost-Salomonen und der Schlacht bei den Santa-Cruz-Inseln beteiligt. Bei letzter wurde der Kreuzer durch Bomben von Sturzkampfbombern des amerikanischen Flugzeugträgers Hornet beschädigt. Daher wurde er bis Ende Februar 1943 in Japan repariert. Anschließend war das Schiff hauptsächlich im Südost-Pazifik eingesetzt, nahm aber auch an einem Vorstoß in den Indischen Ozean im März 1944 ebenso teil wie an der Schlacht in der Philippinensee, in der die japanische Trägerluftwaffe fast vollständig vernichtet wurde.

### Untergang
Wie fast die gesamte japanische Flotte wurde auch die Chikuma zur großen Operation zur Verteidigung der philippinischen Insel Leyte herangezogen. Sie gehörte zum Verband von Vizeadmiral Takeo Kuritas Kampfgruppe, die durch die San-Bernardino-Straße bis zu den amerikanischen Geleitflugzeugträgern vorstoßen konnte. Während der Gefechte mit diesen und deren Eskorten wurde die Chikuma am 25. Oktober 1944 von Torpedos von Flugzeugen der Träger getroffen; sie trieb danach antriebslos im Meer. Ihre Mannschaft wurde vom Zerstörer Nowaki aufgenommen, der das Schiff am späten Morgen dann versenkte. Die Nowaki wurde auf ihrem Rückmarsch in der folgenden Nacht dann ebenfalls versenkt, und nur eines der Besatzungsmitglieder der Chikuma überlebte.

## Name
Die Chikuma ist nach dem Geschützten Kreuzer gleichen Namens – der von Mai 1912 bis April 1931 in Dienst stand – das zweite Kriegsschiff einer japanischen Marine, das diesen Namen trägt. Benannt nach dem Fluss Chikuma in der japanischen Präfektur Nagano.

## Liste der Kommandanten
| Nr. | Name                               | Beginn der Amtszeit | Ende der Amtszeit | Bemerkungen                                                    |
| --- | ---------------------------------- | ------------------- | ----------------- | -------------------------------------------------------------- |
| -   | Kapitän zur See Ryuzaki Tomekichi  | 18. Mai 1938        | 1. November 1938  | mit der Baubelehrung betraut                                   |
| -   | Kapitän zur See Tomonari Saichirō  | 1. November 1938    | 10. Dezember 1938 | Kommandant der Haguro, mit der Baubelehrung betraut            |
| 1.  | Kapitän zur See Nishio Hidehiko    | 20. Mai 1939        | 20. Oktober 1939  | seit 10. Dezember 1938 mit der Baubelehrung betraut            |
| -   | Kapitän zur See Hara Teizo         | 20. Oktober 1939    | 15. November 1939 | Kommandant der Tone, mit der Wahrnehmung der Geschäfte betraut |
| 2.  | Kapitän zur See Hashimoto Shintarō | 15. November 1939   | 1. November 1940  |                                                                |
| 3.  | Kapitän zur See Kogure Gunji       | 1. November 1940    | 11. August 1941   |                                                                |
| 4.  | Kapitän zur See Komura Keizō       | 11. August 1941     | 10. November 1942 |                                                                |
| -   | Kapitän zur See Araki Tsutau       | 10. November 1942   | 31. Dezember 1942 | mit der Wahrnehmung der Geschäfte betraut                      |
| 5.  | Kapitän zur See Shigenaga Kazue    | 20. Januar 1943     | 7. Januar 1944    |                                                                |
| 6.  | Kapitän zur See Norimitsu Saiji    | 7. Januar 1944      | 25. Oktober 1944  |                                                                |